# ورزشگاه توناوالن
ورزشگاه توناوالن (سوئدی: Tunavallen) یک ورزشگاه فوتبال در اسکیلستونا، سوئد است.
این ورزشگاه که در سال ۱۹۲۴ تاسیس شده دارای ۷٬۸۰۰ نفر ظرفیت می‌باشد و یکی از ورزشگاه‌های جام جهانی فوتبال ۱۹۵۸ بوده است.